# Élection présidentielle djiboutienne de 2021
L'élection présidentielle djiboutienne de 2021 a lieu le 9 avril 2021 afin d'élire le président de Djibouti pour un mandat de cinq ans.
Le président sortant Ismaïl Omar Guelleh est réélu sans surprise pour un cinquième mandat.

## Contexte
Le président sortant Ismaïl Omar Guelleh, au pouvoir depuis 1999, est réélu en 2016 pour un quatrième mandat dès le premier tour, au cours d'un scrutin boycotté par une partie de l'opposition.
Fort d'un bon bilan économique et diplomatique, le président sortant cherche courant 2020 à concentrer l'action du gouvernement sur le domaine du social, dans le contexte d'une population fragilisée par les effets de la pandémie de Covid-19 sur l'économie,.

## Système électoral
Le président de Djibouti est élu au scrutin uninominal majoritaire à deux tours, pour un mandat de cinq ans. Est élu le candidat recueillant la majorité absolue des suffrages exprimés au premier tour. À défaut, un second tout est organisé entre les deux candidats arrivés en tête au premier, et celui recueillant le plus de suffrages est déclaré élu.
La révision constitutionnelle de 2010 a raccourci la durée du mandat de six à cinq ans, et supprimé la limitation à deux mandats.

## Campagne
Ismaïl Omar Guelleh officialise sa candidature à un cinquième mandat à l’occasion d’un sommet des chefs d’État de l’Autorité intergouvernementale pour le développement (IGAD) le 20 décembre 2020. Fort d'un bon bilan sur les plans économiques et diplomatiques, le président sortant est cependant attendu sur les questions sociales. Le chômage reste ainsi très élevé tandis que les fruits du taux élevé de croissance — 7 % en moyenne sur les cinq années précédant la pandémie de Covid-19 — peinent à être redistribués vers les couches populaires.
L'organisation de l'élection suscite des mises en garde publiques de la part de l'opposition politique qui juge que le scrutin ne pourra pas se tenir dans des conditions de transparence satisfaisantes.
L'homme d'affaires Zakaria Ismael Farah, candidat du Mouvement pour le Développement et l'Équilibre de la Nation Djiboutienne (MDEND), se retrouve seul face au président sortant dans un contexte de boycott du reste de l’opposition, qui accuse Ismaïl Omar Guelleh d'être à la tête d'une dictature.
Le pays est également marqué par les conséquences de la pandémie de Covid-19, qui a conduit le gouvernement à mettre en place un confinement de la population à partir du 7 mars 2020. La gestion de la crise sanitaire bénéficie notamment d'un satisfecit de la part de l'Organisation mondiale de la santé (OMS), très rare sur le continent africain.

## Résultats
| Candidats                | Candidats                | Partis                   | Premier tour | Premier tour |
| Candidats                | Candidats                | Partis                   | Voix         | %            |
| ------------------------ | ------------------------ | ------------------------ | ------------ | ------------ |
|                          | Ismaïl Omar Guelleh      | RPP                      | 155 291      | 97,30        |
|                          | Zakaria Ismael Farah     | MDEND                    | 4 314        | 2,70         |
|                          |                          |                          |              |              |
| Votes valides            | Votes valides            | Votes valides            | 159 605      | 96,81        |
| Votes blancs et nuls     | Votes blancs et nuls     | Votes blancs et nuls     | 5 261        | 3,19         |
| Total                    | Total                    | Total                    | 164 866      | 100          |
| Abstention               | Abstention               | Abstention               | 50 821       | 23,56        |
| Inscrits / participation | Inscrits / participation | Inscrits / participation | 215 687      | 76,44        |

## Suites
Ismaïl Omar Guelleh est réélu sans surprise avec plus de 97 % des voix,,.Il est investi le 15 mai pour un cinquième mandat.
La Constitution imposant une limite d'âge de 75 ans maximum aux candidats à la présidence, il s'agit théoriquement du dernier mandat d'Ismaïl Omar Guelleh, qui ne devrait pas pouvoir se représenter en 2026.
Interrogé sur les engagements non tenus d’Ismaïl Omar Guelleh à passer la main, Alexis Mohamed, conseiller auprès du président de la République, a indiqué que la constitution, modifiée pour permettre à au président sortant de se représenter, a été respectée. « Les résultats sont là, sur le plan économique, sur le plan social, sur le plan de la stabilité au niveau national ». Quant au sujet de la pauvreté encore galopante — 60% de la population active est au chômage, le pays est classé 166e place sur 189 en matière de développement humain —, Alexis Mohamed juge que des retards ont été comblés et que le gouvernement djiboutien y travaille